# (15889) Xiaoyuhe
(15889) Xiaoyuhe est un astéroïde de la ceinture principale.

## Description
(15889) Xiaoyuhe est un astéroïde de la ceinture principale. Il fut découvert le 31 mars 1997 à Socorro (Nouveau-Mexique) par le projet LINEAR. Il présente une orbite caractérisée par un demi-grand axe de 2,25 UA, une excentricité de 0,05 et une inclinaison de 6,5° par rapport à l'écliptique.

## Compléments